# Unteraargletscher
Unteraargletscher är en glaciär i Schweiz. Den ligger i den centrala delen av landet. Nedanför glaciären ligger sjön Grimselsee. 
Den högsta punkten i närheten är Vorderer Tierberg, 3 111 meter över havet, 1,6 km söder om Unteraargletscher.
Trakten runt Unteraargletscher består i huvudsak av kala bergstoppar och andra isformationer.